# Othmar Ruthner
Othmar Ruthner (* 1912 in Wien; † 1991) war ein österreichischer Ingenieur, Unternehmer und Pionier der Vertikalen Landwirtschaft.

## Leben
Ruthner war Sohn eines Elektrikers. Nach einem technischen Studium und einer sich anschließenden Tätigkeit bei den Ybbstalwerken gründete er 1946 ein eigenes Unternehmen, die „Ruthner Elektrochemisch-Metallurgische Industrieanlagen“.
Seit den 1950er Jahren verschob sich sein Interesse in Richtung der Pflanzenproduktion. In seinen hoch aufragenden Gewächshäusern wurden die Pflanzen paternosterartig auf und ab bewegt. 1964 wurde ein 41 Meter hoher und rundum verglaster Ruthner-Turm auf der Wiener Internationalen Gartenschau errichtet. Die Gartenschau IWG war damals die weltweit größte ihrer Art. Das künstliche Klima im Inneren des Glasturms brachte Rekordernten. Das Interesse der Öffentlichkeit war groß. In Deutschland berichtete der Spiegel am 22. Juni 1965 unter der Überschrift „Primeln im Paternoster“.

## Ruthner-Türme
Das größte Exemplar stand von 1966 bis 1984 im polnischen Chorzów bei Katowice.  Neben dem Exemplar auf der Gartenschau wurden in Österreich u. a. in Wiener Neustadt derartige Türme errichtet. In Deutschland errichtete die Bayer AG einen Turm in ihrem Versuchsgarten in Leverkusen. Die Gärtnerei Robert Mayer in Bamberg produzierte mit einem Ruthner-Turm Zierpflanzen. Auftraggeber aus über 30 Ländern bekundeten Interesse. Ein nachhaltiger Erfolg war Othmar Ruthner mit seinen Gewächshaus-Türmen jedoch nicht beschieden. Die Energiekosten waren sehr hoch. Die Anfang der 1970er Jahre einsetzende Energiekrise tat ihr übriges.